# جلاخ عفري
جِلَّاخ عَفْرِيّ أو أُشْتُرُبّ أحمر أو رَسْكَاس أحمر هي سمكة العقرب السامة الشائعة في المياه شبه الاستوائية البحرية. ينتشر في شرق المحيط الأطلسي من الجزر البريطانية إلى جزر الأزور والكناري، بالقرب من سواحل المغرب، في البحر الأبيض المتوسط والبحر الأسود. أعطانها معظم أقاليم البحر المتوسط. تعتبر من أسماك الشطوط والمجادح الصخرية. تتميز بمناخسيها الظهرية الحادية الأطراف السامة. جسمها إهليلجي يطول من 20 إلى 40 سم. ثوبها إلى الكلسة يسمر وينحرف نحو الكستني من الخط الجانبي إلى الظهر، ويغبر ويبيض من الخط الجانبي إلى البطن. رأسها مستهجن الشكل، كثير النتواءات البسيطة والمركبة، متراكب الطنوف والتجاويف العظيمة. فكاها غليظان متتابعا الأسنان الصغيرة. شدقها معتدل الانفراج. عيناها كبيرتان رفيعتا الارتكاز قليلتا البروز. زعنفتها الظهرية واحدة قاطبة. زعنفتها الذيلية مضلعة الصفحة مستديرة الطرف السرح. لحمها كاعن الصنف قل من يرغب فيه.